# Oxfordshire
Oxfordshire – hrabstwo administracyjne (niemetropolitalne), ceremonialne i historyczne w środkowej Anglii, w regionie South East England.
Powierzchnia hrabstwa wynosi 2605 km², a liczba ludności – 653 800 (2011). Stolicą i największym miastem, jedynym posiadającym status city, jest Oksford, położony w środkowej części hrabstwa. Innymi większymi miastami na terenie Oxfordshire są Banbury, Abingdon-on-Thames i Bicester.
Zachodnią część hrabstwa zajmują wzgórza Cotswolds. Na terenie hrabstwa znajduje się wpisana na listę światowego dziedzictwa UNESCO posiadłość Blenheim Palace.
Na zachodzie Oxfordshire graniczy z hrabstwem Gloucestershire, na północnym zachodzie z Warwickshire, na północnym wschodzie z  Northamptonshire, na wschodzie z Buckinghamshire, na południu z Berkshire, a na południowym zachodzie z Wiltshire.

## Podział administracyjny
W skład hrabstwa wchodzi pięć dystryktów.
1. Oksford (Oxford)
2. Cherwell
3. South Oxfordshire
4. Vale of White Horse
5. West Oxfordshire

## Okręgi wyborcze
- Banbury
- Henley
- Oxford East
- Oxford West and Abingdon
- Wantage
- Witney